# Krzanowice
Krzanowice [pronunciación en polaco: /kʂanɔˈvit͡sɛ/] (en alemán: Krzanowitz) es un pueblo ubicado en el distrito administrativo de Gmina Dobrzeń Wielki, dentro del Condado de Opole, Voivodato de Opole, en el sur de Polonia occidental. Se encuentra aproximadamente a 8 kilómetros al sureste de Dobrzeń Wielki y a 6 kilómetros al norte de la capital regional Opole.
Antes de 1945, el área fue parte de Alemania.
El pueblo tiene una población de 400 habitantes.